# پارامتر تأثیر

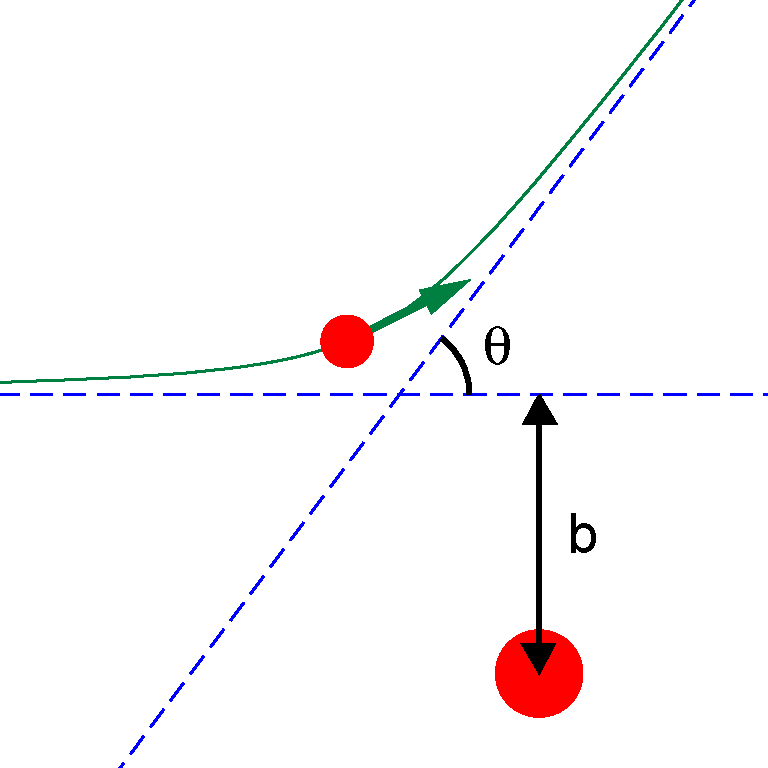
پارامتر تأثیر و زاویه پراکندگی

پارامتر تأثیر {\displaystyle b} با فاصله‌ی عمودی بین مسیر پرتابه و مرکز میدان {\displaystyle U(r)}  تعیین می‌شود که با جسمی که نزدیک پرتابه است ساخته می‌شود (نگاره را ببینید). این بیشتر در فیزیک ذرات (ببینید:پراکندگی رادرفورد) معرفی شده است، همچنین در مکانیک کلاسیک.
پارامتر تأثیر با زاویه پراکندگی رابطه دارد.
{\displaystyle \theta =\pi -2b\int _{r_{\mathrm {min} }}^{\infty }{\frac {dr}{r^{2}{\sqrt {1-(b/r)^{2}-2U/mv_{\infty }^{2}}}}}}
که در آن {\displaystyle v_{\infty }} سرعت پرتابه در دور از مرکز است و {\displaystyle r_{\mathrm {min} }} نزدیک‌ترین فاصله از مرکز است.